# エレナ・コスタニッチ・トシッチ
エレナ・コスタニッチ・トシッチ（Jelena Kostanić Tošić, 1981年7月6日 - ）は、クロアチア・スプリト出身の女子プロテニス選手。WTAツアーでダブルス8勝を挙げた。自己最高ランキングはシングルス32位、ダブルス30位。身長168cm、体重59kg。左利き、バックハンド・ストロークは両手打ち。

## 来歴
7歳でテニスを始める。1998年全豪オープン女子ジュニアシングルスに優勝し、1999年にプロに転向。
4大大会は1999年全米オープンで初出場。シングルスでは3回戦進出が最高成績である。ダブルスでは2008年全米オープンでマリーナ・エラコビッチと組みベスト8に進出している。
2004年7月26日付のランキングで自己最高のシングルス32位を記録している。アテネ五輪にも出場した。シングルスは1回戦でプエルトリコのクリスティナ・ブランディに 5–7, 1–6 で、カロリナ・スプレムと組んだダブルスも2回戦で日本の杉山愛&浅越しのぶ組に 3–6, 5–7 で敗れている。
シングルスのWTAツアー優勝はないが、ダブルスでは8勝を挙げた。2006年10月にはバニア・キングとペアを組み、ジャパン・オープンとPTTバンコク・オープンで2週連続優勝している。
2006年7月にクロアチアの卓球選手のロコ・トシッチと結婚し、2007年からは夫の姓を併用してコスタニッチ・トシッチと名乗るようになった。
コスタニッチ・トシッチは2010年全米オープンを最後に現役を引退した。2016年にはクロアチアの後輩選手アナ・コニュのコーチを務めた。

## WTAツアー決勝進出結果

### シングルス: 3回 (0勝3敗)
| 大会グレード         |
| -------------------- |
| グランドスラム (0–0) |
| ティア I (0–0)       |
| ティア II (0–0)      |
| ティア III (0–1)     |
| ティア IV & V (0–2)  |

| 結果   | No. | 決勝日        | 大会         | サーフェス | 対戦相手             | スコア           |
| ------ | --- | ------------- | ------------ | ---------- | -------------------- | ---------------- |
| 準優勝 | 1.  | 2003年8月10日 | ヘルシンキ   | クレー     | アンナ・スマシュノワ | 6–4, 4–6, 0–6    |
| 準優勝 | 2.  | 2006年2月12日 | パタヤ       | ハード     | シャハー・ピアー     | 3–6, 1–6         |
| 準優勝 | 3.  | 2006年2月19日 | バンガロール | ハード     | マラ・サンタンジェロ | 6–3, 6–7(5), 3–6 |

### ダブルス: 16回 (8勝8敗)
| 結果   | No. | 決勝日         | 大会               | サーフェス | パートナー                       | 対戦相手                                          | スコア           |
| ------ | --- | -------------- | ------------------ | ---------- | -------------------------------- | ------------------------------------------------- | ---------------- |
| 優勝   | 1.  | 1999年4月26日  | ボル               | クレー     | ミハエラ・パスティコバ           | メガン・ショーネシー アンドレア・ヴァンク         | 7–5, 6–7(1), 6–2 |
| 優勝   | 2.  | 1999年11月14日 | クアラルンプール   | ハード     | ティナ・ピスニク                 | 平木理化 吉田友佳                                 | 3–6, 6–2, 6–4    |
| 準優勝 | 1.  | 2000年4月23日  | ブダペスト         | クレー     | サンドラ・ナキュク               | ルボミラ・バチェバ クリスティナ・トレンス・バレロ | 0–6, 2–6         |
| 優勝   | 3.  | 2002年5月12日  | ワルシャワ         | クレー     | ヘンリエッタ・ナギョワ           | エフゲニア・クリコフスカヤ シルビア・タラヤ       | 6–1, 6–1         |
| 優勝   | 4.  | 2002年5月20日  | ストラスブール     | クレー     | ジェニファー・ホプキンス         | カロリーヌ・デニン マヤ・マテブジッチ             | 0–6, 6–4, 6–4    |
| 準優勝 | 2.  | 2003年5月19日  | ストラスブール     | クレー     | ローラ・グランビル               | ソニア・ジェヤシーラン マヤ・マテブジッチ         | 4–6, 4–6         |
| 優勝   | 5.  | 2004年1月5日   | オークランド       | ハード     | メルバナ・ユギッチ＝サルキッチ   | ビルヒニア・ルアノ・パスクアル パオラ・スアレス   | 7–6(6), 3–6, 6–1 |
| 優勝   | 6.  | 2004年1月12日  | キャンベラ         | ハード     | クローディーヌ・ショール         | カロリーヌ・デニン リサ・マクシア                 | 6–4, 7–6(3)      |
| 準優勝 | 3.  | 2004年6月20日  | スヘルトーヘンボス | 芝         | クローディーヌ・ショール         | リサ・マクシア ミラグロス・セケラ                 | 6–7(3), 3–6      |
| 準優勝 | 4.  | 2005年5月15日  | プラハ             | クレー     | バルボラ・ザフラボバ・ストリコバ | ニコル・プラット エミリー・ロワ                   | 7–6(6), 4–6, 4–6 |
| 準優勝 | 5.  | 2005年9月25日  | ポルトロス         | ハード     | カタリナ・スレボトニク           | アナベル・メディナ・ガリゲス ロベルタ・ビンチ     | 4–6, 7–5, 2–6    |
| 準優勝 | 6.  | 2006年1月9日   | ホバート           | ハード     | ジル・クレイバス                 | エミリー・ロワ ニコル・プラット                   | 2–6, 1–6         |
| 準優勝 | 7.  | 2006年10月1日  | 広州               | ハード     | バニア・キング                   | 李婷 孫甜甜                                       | 4–6, 6–2, 5–7    |
| 優勝   | 7.  | 2006年10月8日  | 東京               | ハード     | バニア・キング                   | 詹詠然 荘佳容                                     | 7–6(2), 5–7, 6–2 |
| 優勝   | 8.  | 2006年10月15日 | バンコク           | ハード     | バニア・キング                   | マリアナ・ディアス＝オリバ ナタリー・グランディン | 7–5, 2–6, 7–5    |
| 準優勝 | 8.  | 2008年2月23日  | ボゴタ             | クレー     | マルチナ・ミューラー             | イベタ・ベネソバ ベサニー・マテック               | 3–6, 3–6         |

## 4大大会シングルス成績
略語の説明
| W | F | SF | QF | #R | RR | Q# | LQ | A | Z# | PO | G | S | B | NMS | P | NH |

W=優勝, F=準優勝, SF=ベスト4, QF=ベスト8, #R=#回戦敗退, RR=ラウンドロビン敗退, Q#=予選#回戦敗退, LQ=予選敗退, A=大会不参加, Z#=デビスカップ/BJKカップ地域ゾーン, PO=デビスカップ/BJKカッププレーオフ, G=オリンピック金メダル, S=オリンピック銀メダル, B=オリンピック銅メダル, NMS=マスターズシリーズから降格, P=開催延期, NH=開催なし.
| 大会           | 1999 | 2000 | 2001 | 2002 | 2003 | 2004 | 2005 | 2006 | 2007 | 2008 | 2009 | 2010 | 通算成績 |
| -------------- | ---- | ---- | ---- | ---- | ---- | ---- | ---- | ---- | ---- | ---- | ---- | ---- | -------- |
| 全豪オープン   | A    | 3R   | 1R   | 2R   | 1R   | 1R   | 2R   | 3R   | 3R   | 1R   | LQ   | A    | 8–9      |
| 全仏オープン   | A    | 1R   | A    | 2R   | 2R   | 2R   | 2R   | 1R   | 1R   | LQ   | A    | A    | 4–7      |
| ウィンブルドン | LQ   | 1R   | A    | 1R   | 1R   | 1R   | 1R   | 1R   | 1R   | LQ   | A    | A    | 0–7      |
| 全米オープン   | 2R   | 2R   | LQ   | 1R   | 1R   | 3R   | 1R   | 2R   | 2R   | 1R   | A    | 1R   | 6–10     |